# Kelly McCreary
Kelly Jane McCreary (Milwaukee, 29 settembre 1981) è un'attrice statunitense, nota per il ruolo di Margaret Pierce nella serie televisiva Grey's Anatomy.

## Biografia
McCreary è nata a Milwaukee, Wisconsin. Si è laureata al Barnard College di New York City nel 2003. Inizia a recitare a scuola, appare in commedie e spot pubblicitari, prima di apparire nella serie televisiva Cyberchase nel 2005
Nel 2008, la McCreary divenne un'attrice professionista debuttando a Broadway in Passing Strange. All'inizio della sua carriera, McCreary, ha un ruolo ricorrente nella serie White Collar. Fa il suo debutto cinematografico in un piccolo ruolo nel 2011 nel film Being Flynn con Robert De Niro e Julianne Moore. Nel 2012, ha interpretato il ruolo più importante della sua carriera, in Emily Owens, M.D., faccia a faccia con Mamie Gummer e Aja Naomi King, nel ruolo di Tyra Dupré, una chirurgia interna del primo anno, lesbica. Ma la serie è stata cancellata dopo una sola stagione
Nel 2014, dopo aver avuto un ruolo nella serie Scandal di Shonda Rhimes, e dopo varie apparizioni nella serie televisiva Castle, la McCreary è stata scelta per recitare in Grey's Anatomy nel ruolo di Margaret Pierce, partecipando come guest star negli ultimi due episodi della decima stagione per poi essere promossa a regular nel corso dell'undicesima stagione.

## Filmografia parziale

### Cinema
- Being Flynn, regia di Paul Weitz (2012)
- How to Fall Strangers, regia di Chioke Nassor (2013)
- Anime gemelle (Baby, Baby, Baby), regia di Brian Klugman (2015)
- Life, regia di Anton Corbijn (2015)

### Televisione
- The Electric Company - serie TV, 1 episodio (2009)
- The Onion - serie TV,  1 episodio (2010)
- Cyberchase - serie TV (2005-2010) - ruolo: Kelly
- Rubicon - serie TV, 1 episodio (2010)
- White Collar - Fascino criminale - serie TV, 3 episodi (2009-2011)
- In cerca di Jane (I Just Want My Pants Back) - serie TV, 1 episodio (2012)
- My America - serie TV, 1 episodio (2012)
- Emily Owens, M.D. - serie TV, 13 episodi (2012-2013) - dott.ssa Tyra Dupre
- Castle - serie TV, episodio 6x13 (2014)
- Scandal - serie TV, 2 episodi (2014)
- Grey's Anatomy - serie TV, 201 episodi (2014-2024) - Dott.ssa Maggie Pierce
- Odyssey - Film TV, regia di Peter Horton (2015)
- The Flash - serie TV, episodio 1x12 (2015)
- Station 19 - serie TV, 4 episodi (2018-2023)

## Doppiatrici italiane
Nelle versioni in italiano dei suoi lavori, Kelly McCreary è stata doppiata da:
- Angela Brusa in Grey's Anatomy, Life, Station 19
- Marina Guadagno in Castle
- Camilla Gallo in Scandal
- Francesca Manicone in Emily Owens, M.D.